# Dangerous Toys
Die Dangerous Toys waren eine amerikanische Hardrock- und Metal-Band, die 1987 in Austin, Texas gegründet wurde. Ihr größter Erfolg war das Debütalbum Dangerous Toys, das 1989 in den USA mit Gold für mehr als 500.000 verkaufte Einheiten zertifiziert wurde.

## Bandgeschichte
Gegründet wurden die Dangerous Toys 1987 im texanischen Austin von dem Watchtower-Sänger Jason McMaster, den Gitarristen Scott Dalhover und Danny Aaron, Mark Geary (E-Bass) und Mike Watson (Schlagzeug). 1989 erschien ihr selbstbetiteltes Debütalbum beim Major-Label Columbia Records, es erreichte Gold-Status und notierte auf Platz 65 der Billboard 200. Zwei Jahre später folgte Hellacious Acres, das Platz 67 erreichte, aber keine Zertifizierung mehr erreichte. Die Band verlor den Vertrag mit Columbia und Gitarrist Danny Aaron verließ die Gruppe vor dem dritten Album Pissed. Nachdem 1995 mit Mike Watson ein weiteres Gründungsmitglied ging, lösten sich die Dangerous Toys nach dem vierten Studioalbum The R*tist 4*merly Known as Dangerous Toys (1995) Ende der 1990er Jahre auf. Es erschien 1999 noch ein Live-Album mit dem Titel Vitamins and Crash Helmets Tour - Greatest Hits Live, in den folgenden Jahren reformierte sich die Gruppe gelegentlich für einige ausgewählte Live-Auftritte.

## Diskografie

### Alben
| Jahr | Titel            | Höchstplatzierung, Gesamtwochen, AuszeichnungChartsChartplatzierungen (Jahr, Titel, Platzierungen, Wochen, Auszeichnungen, Anmerkungen) | Anmerkungen      |
| Jahr | Titel            | US | Anmerkungen      |
| ---- | ---------------- | --- | ---------------- |
| 1989 | Dangerous Toys   | US65 Gold · (36 Wo.)US | Columbia Records |
| 1991 | Hellacious Acres | US67 (9 Wo.)US | Columbia Records |

Weitere Alben
- 1994: Pissed (Cleopatra)
- 1995: The R*tist 4*merly Known as Dangerous Toys (Cleopatra)
- 1999: Vitamins and Crash Helmets Tour - Greatest Hits Live (Cleopatra)